# Roger Perry
Roger Perry (Davenport, 7 maggio 1933 – Indian Wells, 12 luglio 2018) è stato un attore statunitense, la cui carriera è iniziata alla fine degli anni cinquanta del XX secolo.

## Biografia
Lavorò come ufficiale dei servizi segreti nella United States Air Force durante i primi anni cinquanta del XX secolo.
Partecipò come guest star a numerose serie televisive americane dagli anni '50 agli anni '80. La sua prima apparizione televisiva fu quella di Ted Jarvis in un episodio della serie western US Marshal. Nel 1960 apparve accanto a James Coburn e John Dehner in un episodio de The Texan. Recitò nella serie Sotto accusa nel ruolo del sergente Dan Kirby.
Uno dei suoi ruoli più noti è quello del capitano John Christopher in Domani è ieri, episodio della serie NBC Star Trek. Altre serie televisive in cui è comparso sono: Love, American Style, The Andy Griffith Show, Ironside, F.B.I., Undicesima ora, I mostri, Barnaby Jones, L'albero delle mele e Falcon Crest.
Perry recitò in due popolari film horror americani. In Yorga il vampiro (1970) interpretò James Hayes, il protagonista che scopre la vera natura di Yorga (ma viene attaccato e ucciso dalle spose del vampiro). Perry tornò nel ruolo di un altro protagonista nel sequel, Il ritorno del conte Yorga (1971), quello del professor David Baldwin. 
Sposato con Jo Anne Worley, i due non ebbero figli e divorziarono nel 2000. Nel 2002 Perry si risposò con l'attrice Joyce Bulifant, con cui rimase fino alla morte.

## Filmografia parziale

### Cinema
- The Flying Fontaines, regia di George Sherman (1959)
- Per sempre con te (Follow the Boys), regia di Richard Thorpe (1963)
- The Cat, regia di Ellis Kadison (1966)
- You've Got to Be Smart, regia di Ellis Kadison (1967)
- Il pistolero di Dio (Heaven with a Gun), regia di Lee H. Katzin (1969)
- Yorga il vampiro (Count Yorga, Vampire), regia di Bob Kelljan (1970)
- Vampire Story (The Return of Count Yorga), regia di Bob Kelljan (1971)
- The Thing with Two Heads, regia di Lee Frost (1972)
- Roller Boogie, regia di Mark L. Lester (1979)
- Operation Warzone, regia di David A. Prior (1988)
- Dirty Love - Tutti pazzi per Jenny (Dirty Love), regia di John Mallory Asher (2005)
- Wreckage, regia di John Asher (2010)
- Billy Blackburn's Treasure Chest: Rare Home Movies and Special Memories, cortometraggio (2011)

### Televisione
- Westinghouse Desilu Playhouse – serie TV, episodio 1x12 (1959)
- The Texan – serie TV, episodio 2x17 (1960)
- Harrigan and Son – serie TV, 34 episodi (1960-1961)
- General Electric Theater – serie TV, episodio 10x33 (1962)
- Sotto accusa (Arrest and Trial) – serie Tv, 30 episodi (1963-1964)
- Vacation Playhouse – serie TV, episodio 2x09 (1964)
- Star Trek – serie TV, episodio 1x19 (1967)
- Hondo – serie TV, episodio 1x09 (1967)
- Squadra speciale anticrimine (The Felony Squad) – serie TV, episodio 2x22 (1968)
- Lancer – serie TV, episodio 1x25 (1969)
- The Outsider – serie TV, episodio 1x19 (1969)
- La tata e il professore (Nanny and the Professor) – serie TV, 5 episodi (1970-1971)
- Love, American Style – serie TV, 5 episodi (1969-1972)
- Ironside – serie TV, 5 episodi (1969-1973)
- F.B.I. (The F.B.I.) – serie TV, 5 episodi (1969-1974)
- Barnaby Jones – serie TV, 6 episodi (1974-1980)
- L'albero delle mele (The Facts of Life) – serie TV, 10 episodi (1981-1983)
- Falcon Crest – serie TV, 12 episodi (1982-1985)